# جيمي كينيدي (لاعب كرة قدم أمريكية)
جيمي كينيدي (بالإنجليزية: Jimmy Kennedy)‏ هو لاعب كرة قدم أمريكية أمريكي، ولد في 15 نوفمبر 1979 في يونكيرس في الولايات المتحدة.

## وصلات خارجية
- جيمي كينيدي على موقع مرجع كرة القدم المحترفة.كوم (الإنجليزية)